# Eishof
Der Eishof  ist ein alter Bauernhof in Südtirol, der heute als Unterkunft für Wanderer von Bedeutung ist. Er liegt auf 2076 m s.l.m. im hintersten Talkessel des Pfossentals, eines hochgelegenen Seitentals des Schnalstals, und umfasst eine Fläche von ca. 1100 ha. Der Eishof und seine Umgebung befinden sich im Naturpark Texelgruppe.

## Geschichte
Der Eishof wurde bereits im Jahre 1290 erstmals urkundlich erwähnt. Um die Mitte des 19. Jahrhunderts erhielt er Bedeutung als Stützpunkt für Bergsteiger, obwohl er zu dieser Zeit noch sehr schlecht ausgestattet war. 1896 wurde hier erstmals ein eigenes Fremdenzimmer eingerichtet. Bis 1897 war der Hof ganzjährig bewohnt und galt als höchstgelegene Dauersiedlung in den Ostalpen. Ab 1898 wurde er nur noch als Alm bewirtschaftet. Im Jahre 1924 wurde der Eishof um 140.000 Lire an zehn Bauernfamilien von Meran verkauft, von denen heute noch sechs Eigentümer des Eishofes sind. 1973 fiel der Hof einer Brandstiftung zum Opfer, wurde aber mit Unterstützung der Landesregierung bis 1981 wieder errichtet. Die nur zu Fuß erreichbare Gastwirtschaft wird bis heute im Sommer bewirtschaftet.

## Anstieg
Vom Gasthof Jägerrast (Vorderkaser 1693 m) im Pfossental wandert man auf dem Wirtschaftsweg taleinwärts zur Mitterkaser Alm (1954 m) und in mäßigerem Anstieg – vorbei an der Rableid-Alm (2013 m) – erreicht man nach anderthalb Stunden den Eishof.

## Wanderungen
Der Eishof liegt am Meraner Höhenweg und dient als dessen Stützpunkt, weiters führen Wanderungen zum Eisjöchl und der nahe gelegenen Stettiner Hütte in drei Stunden und über die Johannes-Scharte zur Lodnerhütte in dreieinhalb Stunden.